# سلطان زاده

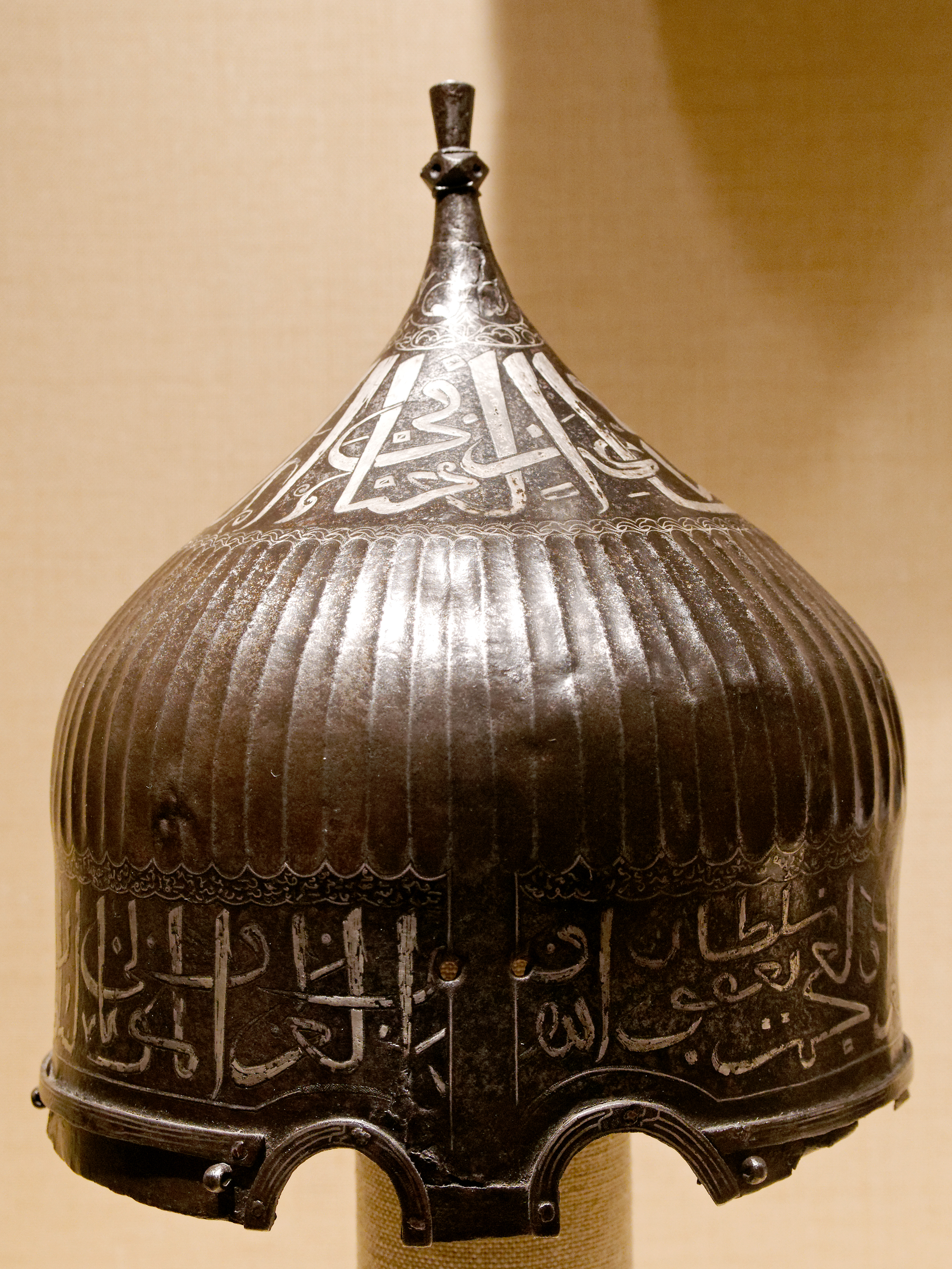

سلطان زاده هو اللقب المستخدم للذكور من أولاد بنات السلطان العثماني.